# Ногин, Пётр Семёнович
Ногин Пётр Семёнович (Панас Ногин; 28 апреля 1913, Кривой Рог, Херсонская губерния — 7 февраля 1976, Кривой Рог, Днепропетровская область) — украинский советский писатель.

## Биография
Родился 28 апреля 1913 года в местечке Кривой Рог.
Работал на шахте крепильщиком, электриком. Окончил Криворожский педагогический институт. Первые написанные рассказы были опубликованы в журнале «Кривбасс», выходившем в Кривом Роге в 1931—1932 годах.
Участник Великой Отечественной войны с июня 1941 года и до Победы. Оборонял Крым, Дон, освобождал Будапешт, Вену. Вначале был старшиной 7-го запасного полка на Крымском фронте, командиром отделения 954-го артполка на Южном фронте. С 1943 года — курсант горноартиллерийского училища в Тбилиси. С 1944 года и до конца воины — командир взвода 4-й батареи 1962-го истребительно-противотанкового артиллерийского ордена Александра Невского полка 4-й отельной истребительно-противотанкового артиллерийской бригады РГК 3-го Украинского фронта. Войну закончил в звании лейтенанта. С 1945 года становится членом ВКП(б).
После войны возвратился в Кривой Рог, работал горным мастером на шахте, в редакции газеты «Красный горняк» и газеты рудоуправления имени Ф. Э. Дзержинского.
Совместно с Николаем Константиновичем Григорьевым был основателем и членом литературного объединения «Рудана». В 1964 году становится первым из криворожских писателей членом Союза писателей УССР.
Умер 7 февраля 1976 года в Кривом Роге, где и похоронен на Северо-Долгинцевском кладбище.

## Награды
- Орден Красной Звезды (1945)[3];
- медали.